# نانسي وايت
نانسي وايت (بالإنجليزية: Nancy White)‏ هي محرِّرة أمريكية، ولدت في 25 يوليو 1916 في بروكلين في الولايات المتحدة، وتوفيت في 25 مايو 2002 في مانهاتن في الولايات المتحدة.